# 埃马纽埃尔·埃布埃
埃马纽埃尔·埃布埃（法語：Emmanuel Eboué；1983年6月4日—），科特迪瓦足球運動員，司職右後衛，最後效力球會為新特蘭。

## 生平
伊保爾出身於科特迪瓦的一家足球學校，並在當地球會ASEC米莫薩效力了兩年。2002年他轉到比利時聯賽球會比華倫，效力了三個球季。當時伊保爾已經被英超球會阿仙奴看中，結果2005年1月正式跟阿仙奴簽約，轉會費為一百五十四萬英鎊。
伊保爾本身司職右閘。他起先只在預備組作賽，至2005-06年球季因主力受傷而得以上場，結果成為正選。他在場上以高效率和強勁速度見稱。阿仙奴領隊雲加對伊保爾的評價甚佳，雲加說：「他是一個很全面的球員。他除了可以上陣中堅外，也能擔任最擅長的右閘及中場。」
他代表科特迪瓦國家隊出戰過2006年非洲國家杯，獲得亞軍；半年後出席2006年世界杯，但首圈出局。
2007年，阿仙奴引入另一個年輕法國後防球員沙格拿 (Bacary Sagna)，雲加常安排伊保爾擔任右中場出擊，令阿仙奴進攻更多變化。
2010年，伊保爾代表科特迪瓦國家隊出戰2010年南非世界盃，科特迪瓦國家隊被編在死亡之組，和巴西國家隊、葡萄牙國家足球隊及北韓國家隊，可惜分組賽只得第3出局。

## 佚聞
- 伊保爾家中共有十二名兄弟姐妹，皆留在科特迪瓦；在效力比利時球會時跟一名比利時女子結婚，育有兩名女兒。
- 伊保爾和球會隊友科洛·图雷是足球學校的同學。
- 伊保爾被球會隊友稱為「搞笑先生」。艾迪巴約說：「伊保爾比很多喜劇明星更好笑。他吃飯時會將飯放在鼻子上引人發笑。上次去白金漢宮見英女王時，他趴在地上跟女王的狗玩耍！」